# Stiven Vega
Stiven Vega Londoño (Apartadó, 22 maggio 1998) è un calciatore colombiano, difensore dei Millonarios.

## Carriera

### Club
Cresciuto nel settore giovanile dei Millonarios, debutta in prima squadra i 1º maggio 2015 in occasione del match di Copa Colombia pareggiato 1-1 contro il Tigres FC.

### Nazionale
Ha giocato nella nazionale colombiana Under-17.
Nel 2022 ha esordito nella nazionale maggiore colombiana.

## Statistiche
Statistiche aggiornate al 10 gennaio 2022.

### Presenze e reti nei club
| Stagione        | Squadra         | Campionato      | Campionato | Campionato | Coppe nazionali | Coppe nazionali | Coppe nazionali | Coppe continentali | Coppe continentali | Coppe continentali | Altre coppe | Altre coppe | Altre coppe | Totale | Totale | Totale |
| Stagione        | Squadra         | Comp            | Pres       | Reti       | Comp            | Pres            | Reti            | Comp               | Pres               | Reti               | Comp        | Pres        | Reti        | Pres   | Reti   |        |
| --------------- | --------------- | --------------- | ---------- | ---------- | --------------- | --------------- | --------------- | ------------------ | ------------------ | ------------------ | ----------- | ----------- | ----------- | ------ | ------ | ------ |
| 2015            | Millonarios     | A               | 7          | 0          | CC              | 1               | 0               |                    | -                  | -                  |             | -           | -           | 8      | 0      |        |
| 2016            | Millonarios     | A               | 18         | 0          | CC              | 5               | 0               |                    | -                  | -                  |             | -           | -           | 23     | 0      |        |
| 2017            | Millonarios     | A               | 2          | 0          | CC              | 0               | 0               |                    | -                  | -                  |             | -           | -           | 2      | 0      |        |
| 2018            | Valledupar      | B               | 16         | 0          | CC              | 1               | 0               |                    | -                  | -                  |             | -           | -           | 17     | 0      |        |
| 2018            | Millonarios     | A               | 6          | 0          | CC              | 1               | 0               |                    | -                  | -                  |             | -           | -           | 7      | 0      |        |
| 2019            | Millonarios     | A               | 8          | 0          | CC              | 6               | 0               |                    | -                  | -                  |             | -           | -           | 14     | 0      |        |
| 2020            | Millonarios     | A               | 21         | 0          | CC              | 1               | 0               | CS                 | 4                  | 0                  |             | -           | -           | 26     | 0      |        |
| 2021            | Millonarios     | A               | 48         | 0          | CC              | 1               | 0               |                    | -                  | -                  |             | -           | -           | 49     | 0      |        |
| Totale carriera | Totale carriera | Totale carriera | 126        | 0          |                 | 16              | 0               |                    | 4                  | 0                  |             | -           | -           | 146    | 0      |        |

## Palmarès

### Club

#### Competizioni nazionali
- Súper Liga: 1

Millonarios: 2018